# Miðgötumúli
Miðgötumúli är ett berg i republiken Island. Det ligger i regionen Austurland, 300 km öster om huvudstaden Reykjavík. Toppen på Miðgötumúli är 880 meter över havet, eller 59 meter över den omgivande terrängen. Bredden vid basen är 1,1 km.
Trakten runt Miðgötumúli är nära nog obefolkad, med mindre än två invånare per kvadratkilometer. Det finns inga samhällen i närheten. Trakten runt Miðgötumúli består i huvudsak av gräsmarker.